# RecoChoku
株式会社RecoChoku（日语：株式会社レコチョク，RecoChoku Co, Ltd.）是日本的IT情報關聯企業。RecoChoku（日语：レコチョク）是經營手機鈴聲、全曲下載等服務的收費配信網站。
社名來自網站的舊名稱「（唱片公司直營）」的簡稱「（Recochoku）」，為日本主要的唱片公司共同出資成立的企業。

## 概要
此網站擁有最多的「免月別會員費」免費來電答鈴，也經營除了來電答鈴以外如CD・DVD、電子書籍等電子類產品的販賣。

## 沿革
- 2001年7月3日，（LABEL MOBILE INC.）成立。一開始由avex network（現合併為avex marketing）、日本索尼音樂娛樂和Victor Entertainment3間公司共同出資。
- 2002年12月，以「唱片公司直營」名稱開始對au（KDDI／沖縄セルラー電話連合）經營手機鈴聲的配信。
- 2004年11月，以「唱片公司直營全曲」名稱開始對au（KDDI／沖縄セルラー電話連合）提供全曲下載的配信服務。
- 2008年10月31日，來電答鈴、全曲答鈴累計收費下載量突破10億次。創下了世界記錄。[1][2]
- 2008年12月25日，以「唱片公司直營plus」名稱向au（KDDI／沖縄セルラー電話連合）提供全曲下載plus服務。
- 2009年1月15日，開設了CD・DVD販賣網站「レコチョク shopping」。
- 2009年2月1日，社名更改為「株式会社レコチョク」。[3]
- 2010年4月1日，開始對智慧型手機「Android」提供音樂配信服務「レコチョクAPP」。
- 2011年11月18日，DoCoMo的android智慧型手機也開始提供「dマーケットMUSICストア powered by レコチョク」。
- 2012年4月25日，開始對KDDI和沖縄セルラー搭載android的智慧型手機提供「LISMO Store powered by レコチョク」服務。

## 現在參加的公司
引用自網頁所提供的資料。
- UP-FRONT WORKS
- EMI音樂
- WebKoo
- 愛貝克思音樂
- King Records
- Geneon Universal Entertainment Japan
- 傑尼斯娛樂
- J Storm
- 日本索尼音樂
- TNX
- Teichiku Entertainment
- TOY'S FACTORY
- 德間日本傳播
- DREAMUSIC
- 日本 CROWN
- 日本古倫美亞
- BounDEE
- Vap
- Being
- Victor Entertainment
- BLUES INTERACTIONS
- FOR LIFE MUSIC ENTERTAINMENT
- 波麗佳音
- YAMAHA MUSIC COMMUNICATIONS
- 環球音樂
- YOSHIMOTO R and C
- Roadrunner Records
- 日本華納音樂
- A-Sketch

## RecoChoku新人杯
2008年之後不定期舉行，以新人歌手為對象。
- 第1回（2008年2月－3月）：清水翔太 《HOME》
- 第2回（2008年11月）：辻詩音 《Candy kicks》
- 第3回（2009年5月）：菅原紗由理 《キミに贈る歌》
- 第4回（2009年11月）：COMA-CHI 《TIME 2 PARTY feat. AK-69》

## RecoChoku Audition
- 第1回（2010年8月）：光井芙美香 《天国のドア》

## 情報提供節目
- レコ☆Hits!

## 外部連結
- RecoChoku （页面存档备份，存于）
- 株式会社RecoChoku （页面存档备份，存于）
- RecoChoku shopping